# Cântec (E o întâmplare a ființei mele)
Cântec, având ca prim vers E o întâmplare a ființei mele, este o poezie de Nichita Stănescu din volumul O viziune a sentimentelor, apărut în 1964. Poezia a inspirat melodia lui Nicu Alifantis "Ce bine că ești".